# باغ‌های هوسال
باغ‌های هوسال (به ترکی: Hevsel Bahçeleri)، هفتصد هکتار از اراضی زراعی و حاصلخیز در نزدیکی دجله در شرق ترکیه، بین قلعه دیاربکر و رودخانه است. این شهر مستحکم توسط یک سیستم دو بخشی از دیوارهای دفاعی محصور شده بود و باغها که از چشمه‌هایی در شیب تند، تغذیه می‌شدند؛ نقش مهمی در تأمین و آب رسانی شهر را داشتند. این باغ‌ها در سال 2013 به لیست اولیه یونسکو اضافه شدند، و در سال 2015 به همراه دیوارهای قلعه دیاربکر به یک میراث جهانی تبدیل شدند.

## تاریخ
باغ‌های هوسال برای اولین بار در تواریخ آرامیان مربوط به قرن نهم قبل از میلاد ذکر شده‌است، شهرک دیاربکر در تپه فوق از اوایل این بنا تأسیس شده‌است. دیاربکر (که در ابتدا آمید نامیده می‌شد) مشرف به رود دجله ساخته شده‌است. در سال ۸۶۶ قبل از میلاد، این شهر توسط آشورنسیرپال دوم پادشاه آشور محاصره شد و با سقوط شهر، باغها به عنوان نوعی مجازات از بین رفت. این شهر مستحکم در دوره هلنیستی و در دوران امپراتوری روم، ساسانی، بیزانس، اسلامی و عثمانی تا زمان مدرن از اهمیت ویژه ای برخوردار بوده‌است.
باغ‌های هوسال با هدف تأمین آب و غذا برای ساکنان بین شهر و رودخانه ایجاد شده‌است. بالاترین قسمت باغ برای شهرنشینان از اهمیت حیاتی برخوردار بود. باغها به دلیل نقش مهمی که در اختیار داشتند، مقدس بوده و با باغ عدن مقایسه شده‌اند.
تا سال ۱۶۵۵ این باغ‌ها شامل هر دو ساحل دجله بود و گفته می‌شد این باغ‌ها با باغچه‌های گلهای معطر، تاکستان‌ها، باغچه‌های گل سرخ و باغچه‌های ریحان پر شده بودند. مسافران قرن نوزدهم از دیدن بسیاری از سبزیجات و میوه‌های رشد یافته خبر دادند و در مورد خربزه، انگور و زردآلو و هندوانه‌های معروف که در جزایر شنی که توسط رودخانه بافته تشکیل شده‌اند، اظهار نظر کردند. این باغ‌ها با شهر یکپارچه شده بودند که صنوبر و درختان میوه باغ‌های مختلف سبزیجات را از هم جدا می‌کردند و فاضلاب‌های موجود در شهر جهت تهیه باروری و هدایت چرخ‌های آب به کانال منتقل می‌شوند. درختان توت برای حمایت از صنعت ابریشم در این شهر رشد می‌کردند، و از چوب صنوبر و بید چوب ساخته می‌شد و بر روی قایق‌ها به استان موصل حمل می‌شد.
امروزه حدود یک سوم از باغ‌ها برای کشت گلدانهای بومی و مابقی برای کشت طیف وسیعی از محصولات استفاده می‌شود. کلم، اسفناج، کاهو، تربچه، پیاز سبز، جعفری، آب گلدان، بادمجان، کدو، گوجه فرنگی، فلفل و لوبیا، هلو، زردآلو، آلو، گیلاس، انجیر، توت و آجیل از جمله این محصولات محسوب می‌شوند.

## حفاظت
این باغ‌ها تا به امروز هنوز در حال کشت هستند، اما تمامیت آنها توسط مشاغل و مسکن‌های غیرمجاز که در پایه قلعه تأسیس شده‌اند تهدید می‌شوند. نگرانی‌های دیگر کانال‌های زهکشی مسدود شده و کیفیت آب است. استخراج آب از دره دجله باعث کاهش جریان آب در رودخانه و کاهش عمق دوره ای آب می‌شود.